# Scottish FA Cup 1891/92
Der Scottish FA Cup wurde 1891/92 zum 19. Mal ausgespielt. Der wichtigste schottische Fußball-Pokalwettbewerb, der vom Schottischen Fußballverband geleitet und ausgetragen wurde, begann am 28. November 1891 und endete mit dem Wiederholungsfinale am 9. April 1892 im Ibrox Park von Glasgow. Als Titelverteidiger startete Heart of Midlothian in den Wettbewerb, das sich im Vorjahresfinale gegen den FC Dumbarton durchgesetzt hatte. Im diesjährigen Endspiel um den Schottischen Pokal standen sich Celtic Glasgow und der FC Queen’s Park  gegenüber. Für Celtic war es die zweite Finalteilnahme nach 1889. Drei Jahre zuvor unterlag die Mannschaft gegen Third Lanark. Der FC Queen’s Park der zu diesem Zeitpunkt Rekordsieger des Wettbewerbs war, erreichte zum zehnten Mal das Endspiel von denen alle zu vorigen neun gewonnen wurden. Nachdem das erste Finalspiel aufgrund der schlechten Platzverhältnisse als Freundschaftsspiel gewertet wurde, gewann  Celtic das Wiederholungsfinale mit 5:1. Für Celtic war es damit der erste Triumph im schottischen Pokal. Ein Jahr später revanchierte sich Queen’s Park mit einem 2:1-Erfolg für die diesjährige Niederlage und gewann bei der elften Finalteilnahme zum zehnten Mal in der Vereinsgeschichte den schottischen Pokal. Das dritte aufeinandertreffen der beiden Vereine in einem Finale fand im Jahr 1900 statt, Celtic gewann dabei mit 4:3. In der Saison 1891/92 wurde Celtic hinter dem FC Dumbarton Vizemeister. Der FC Queen’s Park nahm als bis heute einziger Amateurverein in der Scottish Football League erst ab der Spielzeit 1900/01 am Ligaspielbetrieb teil.

## 1. Runde
Ausgetragen wurden die Begegnungen zwischen dem 28. November und 12. Dezember 1891. Das Wiederholungsspiel fand am 5. Dezember 1891 statt.
|                       | Ergebnis |                    |
| --------------------- | -------- | ------------------ |
| FC Abercorn           | 2:3      | FC Queen’s Park    |
| FC Annbank            | 2:1      | FC Battlefield     |
| FC Broxburn Shamrock  | 7:2      | FC Northern        |
| FC Dumbarton          | 4:0      | FC Thistle         |
| FC East Stirlingshire | 1:6      | FC Kilmarnock      |
| Heart of Midlothian   | *3:1 *   | FC Clyde           |
| Kilmarnock Athletic   | 7:2      | FC Bridge of Allan |
| Leith Athletic        | 5:0      | FC Dunblane        |
| FC Linthouse          | 0:6      | Bathgate Rovers    |
| FC Monkcastle         | 3:4      | FC Arbroath        |
| Glasgow Rangers       | 5:1      | FC St. Bernard’s   |
| FC Renton             | 7:4      | FC Ayr             |
| FC St. Mirren         | 2:4      | Celtic Glasgow     |
| Third Lanark          | 3:0      | FC Vale of Leven   |
| FC Aberdeen           | 2:6      | FC Mid Annandale   |
| FC Cowlairs           | 3:1      | FC Cambuslang      |

### Wiederholungsspiel
|                     | Ergebnis |          |
| ------------------- | -------- | -------- |
| Heart of Midlothian | 8:0      | FC Clyde |

## Achtelfinale
Ausgetragen wurden die Begegnungen am 11. und 19. Dezember 1891. Die Wiederholungsspiele fanden am 26. Dezember 1891 und 23. Januar 1892 statt.
|                      | Ergebnis |                     |
| -------------------- | -------- | ------------------- |
| FC Annbank           | 2:1      | Leith Athletic      |
| FC Arbroath          | *0:3 *   | FC Renton           |
| FC Broxburn Shamrock | 4:5      | Heart of Midlothian |
| Celtic Glasgow       | 3:0      | Kilmarnock Athletic |
| FC Cowlairs          | 11:2     | FC Mid Annandale    |
| FC Queen’s Park      | 6:0      | Bathgate Rovers     |
| Glasgow Rangers      | 0:0      | FC Kilmarnock       |
| Third Lanark         | 1:3      | FC Dumbarton        |

### Wiederholungsspiel
|               | Ergebnis |                 |
| ------------- | -------- | --------------- |
| FC Kilmarnock | 1:1      | Glasgow Rangers |

### 2. Wiederholungsspiel
|                 | Ergebnis |               |
| --------------- | -------- | ------------- |
| Glasgow Rangers | *3:2 *   | FC Kilmarnock |

## Viertelfinale
Ausgetragen wurden die Begegnungen am 23. und 30. Januar 1892. Die Wiederholungsspiele fanden am 30. Januar und 6. Februar 1892 statt.
|                 | Ergebnis |                     |
| --------------- | -------- | ------------------- |
| Celtic Glasgow  | 4:1      | FC Cowlairs         |
| FC Dumbarton    | 2:2      | FC Queen’s Park     |
| FC Renton       | 4:4      | Heart of Midlothian |
| Glasgow Rangers | 2:0      | FC Annbank          |

### Wiederholungsspiele
|                     | Ergebnis |              |
| ------------------- | -------- | ------------ |
| Heart of Midlothian | 2:2      | FC Renton    |
| FC Queen’s Park     | 4:1      | FC Dumbarton |

### 2. Wiederholungsspiel
|           | Ergebnis |                     |
| --------- | -------- | ------------------- |
| FC Renton | *3:2 *   | Heart of Midlothian |

## Halbfinale
Ausgetragen wurden die Begegnungen am 6. Februar 1892. Das Wiederholungsspiel fand am 27. Februar 1892 statt.
|                | Ergebnis |                 |
| -------------- | -------- | --------------- |
| Celtic Glasgow | *5:3 *   | Glasgow Rangers |
| FC Renton      | **1:1 *  | FC Queen’s Park |

### Wiederholungsspiel
|                 | Ergebnis |           |
| --------------- | -------- | --------- |
| FC Queen’s Park | *3:0 *   | FC Renton |

## Finale
| Celtic Glasgow                        | Celtic Glasgow | FC Queen’s Park | FC Queen’s Park |
| ------------------------------------- | --- | --- | --------------- |
| Celtic Glasgow                        | \| Finale \| \| 12. März 1892 in Glasgow (Ibrox Park) \| \| Ergebnis: 1:0 (0:0)* \| \| Zuschauer: 40.000 \| \| Schiedsrichter: Sneddon \| \| Spielbericht \|                | \| Finale \| \| 12. März 1892 in Glasgow (Ibrox Park) \| \| Ergebnis: 1:0 (0:0)* \| \| Zuschauer: 40.000 \| \| Schiedsrichter: Sneddon \| \| Spielbericht \|                                | FC Queen’s Park |
| Celtic Glasgow                        | Joe Cullen – Jerry Reynolds, Dan Doyle, James Kelly, Willie Maley, Johnny Madden, Alec Brady, Neil McCallum, Peter Dowds, Sandy McMahon, Johnny Campbell Cheftrainer: n. b. | Andrew Baird, Donald Sillars, Bob Smellie, George Gillespie, Thomas Robertson, A. Stewart**, William Gulliland, Tom Waddell, James Hamilton, William Sellar, John Lambie Cheftrainer: n. b. | FC Queen’s Park |
| Celtic Glasgow                        | 1:0 Johnny Campbell (60.) | | FC Queen’s Park |
| Finale                                | | |                 |
| 12. März 1892 in Glasgow (Ibrox Park) | | |                 |
| Ergebnis: 1:0 (0:0)*                  | | |                 |
| Zuschauer: 40.000                     | | |                 |
| Schiedsrichter: Sneddon               | | |                 |
| Spielbericht                          | | |                 |

## Wiederholungsfinale
| Celtic Glasgow                        | Celtic Glasgow | FC Queen’s Park | FC Queen’s Park |
| ------------------------------------- | --- | --- | --------------- |
| Celtic Glasgow                        | \| Wiederholungsfinale \| \| 9. April 1892 in Glasgow (Ibrox Park) \| \| Ergebnis: 5:1 \| \| Zuschauer: 25.000 \| \| Schiedsrichter: n. b. \| \| Spielbericht \|              | \| Wiederholungsfinale \| \| 9. April 1892 in Glasgow (Ibrox Park) \| \| Ergebnis: 5:1 \| \| Zuschauer: 25.000 \| \| Schiedsrichter: n. b. \| \| Spielbericht \| | FC Queen’s Park |
| Celtic Glasgow                        | Joe Cullen – Jerry Reynolds, Dan Doyle, James Kelly, Willie Maley, Paddy Gallacher, Alec Brady, Neil McCallum, Peter Dowds, Sandy McMahon, Johnny Campbell Cheftrainer: n. b. | n. b. Cheftrainer: n. b. | FC Queen’s Park |
| Celtic Glasgow                        | Johnny Campbell Sandy McMahon Donald Sillars (Eigentor) | n. b. | FC Queen’s Park |
| Wiederholungsfinale                   | | |                 |
| 9. April 1892 in Glasgow (Ibrox Park) | | |                 |
| Ergebnis: 5:1                         | | |                 |
| Zuschauer: 25.000                     | | |                 |
| Schiedsrichter: n. b.                 | | |                 |
| Spielbericht                          | | |                 |